# Stoep (dijk)
Een stoep is een weg schuin tegen het talud van een dijk, waarmee men van een laaggelegen weg in een polder de hoger gelegen weg op de dijk kan bereiken. Vaak is aan het einde van de polderweg een T-splitsing, zodat zowel naar links als naar rechts de dijk op kan worden gereden. Hiermee wordt voorkomen dat men bovenaan de stoep moet draaien om in de andere richting de dijk op te rijden.
Het woord is voornamelijk in de Nederlandse provincies Noord- en Zuid-Holland terug te vinden, maar komt ook voor in delen van Noord-Brabant, de Bommelerwaard en de Neder-Betuwe. In andere regio's in Nederland worden voor de op- en afrit van een dijk andere namen gebruikt. Echter, de benaming oprit wordt als ABN-naam erkend.